# 則松金蔵
則松 金蔵（のりまつ きんぞう、1946年〔昭和21年〕 - ）は福岡県飯塚市在住の陶芸家。

## 概要
- 福岡県飯塚市竜王山の山麓に「遼雲」を設立し、桃山時代の伝統形式「半地下式穴窯」を構える。
- 志野・織部・黄瀬戸などに接した20歳の時に、陶芸家への道を志す。
- 23歳の時、岐阜県にて桃山時代の半地下式穴窯を築造し初窯を焚く。
- 2015年現在も陶芸家として活動中。